# Gruczoł Tysona
Gruczoły Tysona – nieliczne gruczoły łojowe znajdujące się na wewnętrznej blaszce napletka, a także w okolicy wędzidełka.
Ich zapalenie może towarzyszyć rzeżączkowemu zapaleniu cewki moczowej lub, bardzo rzadko, wystąpić jako jedyny objaw zakażenia rzeżączką. W następstwie zamknięcia ujść gruczołów przez proces zapalny powstają małe ropnie, z których przy wyciskaniu wydobywa się niewielka ilość ropy, która zawiera gonokoki.